# Кассианидис, Саймон
Са́ймон Кассиани́дис (греч. Σάιμον Κασσιανίδης, англ. Simon Kassianides; род. 7 августа 1979, Афины, Греция) — английский актёр, кинорежиссёр, продюсер, сценарист и актёр озвучивания греческого происхождения.

## Ранняя жизнь
Родился 7 августа 1979 года в Афинах (Греция) в семье греков предпринимателей Марио и Элени Кассианидисов. Имеет старшего брата Фотиса, работающего в сфере финансов.
Вырос в лондонском районе Клапем (боро Ламбет). Образование получил в Далидж-колледже. В Эдинбургском университете он был продюсером и исполнительным продюсером прошедшего с аншлагом мюзикла «Бриолин» в театре на площади Георга, прибыль от которого была передана благотворительной организации «Macmillan Cancer Trust».

## Карьера
В 2002 году, вскоре после получения диплома с отличием в области международных экономических отношений и финансов, и помогая своей матери в Лондоне открывать «Urban Coffee», магазин по продаже товаров Справедливой Торговли и органического кофе в районе Тутинг недалеко от станции «Tooting Broadway» (боро Уондсуэрт) лондонского метрополитена, Саймон был замечен лауреатом премии Британской академии кино и телевизионных искусств, продюсером Пирсом Веллакоттом.
Кассианидис начинал учиться в Центральной школе сценической речи и драматического искусства при Лондонском университете — учебном заведении, по праву считающемся одним из самых престижных актёрских вузов Великобритании, но вынужден был покинуть её после того, как ему предложили роль в пьесе Теннесси Уильямса «Ночь игуаны». Исполненная им роль Педро была высоко оценена критиками.
Вскоре после этого он был отмечен как актёр для съёмок в документальном фильме телекомпании BBC «Making it at Holby».
С тех пор Кассианидис появился в ряде телевизионных сериалов в США и Великобритании, в том числе «Катастрофа», «Моя жизнь в кино», «Planespotting», «Элита спецназа», «Призраки», «Возвращение», «Полиция Холби», «Пригород в огне», «The Kylie Show», «Прах к праху», «Страсти», «Каратель», «Любовный суп», «Виртуозы», «Закон и порядок: Лондон», «Никита» и «Чёрная метка».
Он также снимался в нескольких всемирно известных фильмах, таких как «Запретная любовь», «Грозовой перевал», «Между двух огней», «Квант милосердия» и «Поцелуйчики».
В 2010 году Кассианидис исполнил главную роль в фильме «Geezas», выступив также в качестве его продюсера и режиссёра, завершив съёмки картины в рекордно короткие сроки и в рамках бюджета.
Темпы работы Кассианидиса и преданность своему делу были замечены распорядителями Фонда «Михалис Какоянис».
В 2003 году Михалис Какоянис, режиссёр фильма «Грек Зорба» (1964), основал Фонд «Михалис Какоянис», основным направлением деятельности которого является содействие развитию национального греческого театрального искусства и кинематографа.
В 2012 году Кассианидис был назначен консультантом по управлению и представителем Фонда «Михалис Какоянис».

## Фильмография
| Год         | Фильм                                | Роль                           |
| ----------- | ------------------------------------ | ------------------------------ |
| 2004        | Катастрофа                           | Стив Лайон                     |
| 2005        | Элита спецназа                       | Хуан                           |
| 2006        | Призраки                             | Мурад                          |
| 2007        | Полиция Холби                        | Нико Осман                     |
| 2008        | Каратель                             | Сабан Зира                     |
| 2008        | Запретная любовь                     |                                |
| 2008        | Призраки: Код 9                      | Николай Бенуа                  |
| 2008        | Квант милосердия                     | Юсеф Кабира                    |
| 2009        | Виртуозы                             |                                |
| 2009        | Грозовой перевал                     |                                |
| 2009 -      | Закон и порядок: Лондон              | Патрик Орси                    |
| 2010        | Между двух огней                     | Али                            |
| 2010 — 2014 | Тайные операции                      | Дион Ставрос                   |
| 2011        | Поцелуйчики                          | Перси/Флинн                    |
| 2011        | Никита                               | Рамон                          |
| 2011        | Geezas                               | Эдди                           |
| 2012        | Чёрная метка                         | Джордж Андерс                  |
| 2013        | Танцующий в пустыне                  | Саттар                         |
| 2014        | История игрушек, забытая временем    | дополнительные голоса, озвучка |
| 2014-2015   | Агенты «Щ.И.Т.»                      | Сунил Бакши                    |
| 2014 -      | Как избежать наказания за убийство   | Бруно                          |
| 2014        | Как приручить дракона 2              | озвучка                        |
| 2015        | Зоо-апокалипсис                      | Жан-Мишель Лион                |
| 2015        | Metal Gear Solid V: The Phantom Pain |                                |
| 2017        | Наваждение                           | Майкл Варгас                   |
| 2017        | Мыслить как преступник: За границей  |                                |
| 2017        | Cliffs of Freedom                    | Григорис (Маркос Боцарис)      |